# Bella Hadid
Isabella Khair Hadid (tiếng Ả Rập: بيلا حديد; sinh ngày 9/10/1996) là nữ người mẫu người Mỹ. Cô ký hợp đồng với công ty IMG Models từ năm 2014. Vào tháng 12 năm 2016, tờ Industry chọn Bella là "Người mẫu của Năm", sau khi cô nhận được giải cùng tên của trang Model.com.

## Thời thơ ấu
Isabella Khairiah Hadid sinh ngày 9 tháng 10 năm 1996 tại thủ phủ Washington, D.C., Mỹ. Cha cô, Mohamed Hadid, là nhà kinh doanh bất động sản gốc Jordan - Palestine, còn mẹ cô, Yolanda Hadid (họ gốc: van den Herik), là một cựu người mẫu người Hà Lan. Cô có một chị gái là Gigi Hadid và một em trai tên Anwar, đều làm người mẫu.
Khi còn là thiếu niên, Hadid theo học bộ môn cưỡi ngựa và từng muốn tham dự Thế vận hội Mùa hè 2016, Năm 2012, cô cùng với mẹ và em trai được chẩn đoán mắc bệnh lyme mãn tính.
Năm 2014, Hadid tốt nghiệp Trung học Malibu và chuyển tới New York học nhiếp ảnh tại trường Thiết kế Parsons (Parsons School of Design). Cô học được một thời gian thì tạm ngưng để theo đuổi sự nghiệp người mẫu, tuy nhiên cho biết vẫn muốn hoàn thành khóa học về nhiếp ảnh thời trang này trong tuơng lai. Hadid cho biết cô cũng thích diễn xuất.

## Đời tư
Ngày 22/7/2014, Hadid bị tạm giữ vì lái xe khi say rượu. Cô bị tịch thu bằng lái trong một năm và chịu giám sát trong sáu tháng. Ngoài ra cô cũng phải thực hiện 25 giờ lao động công ích và dự các buổi gặp mặt của tổ chức chống nghiện rượu Alcoholics Anonymous đủ 20 giờ.
Hadid và nam ca sĩ người Canada the Weeknd có mối quan hệ hợp tan nhiều lần trong hơn 4 năm, từ tháng 4/2015 tới tháng 8/2019. Cô từng xuất hiện trong video ca nhạc "In the Night" của anh vào tháng 12/2015. Từ khoảng tháng 7/2020, Hadid bắt đầu hẹn hò với đạo diễn Marc Kalman. Cả hai công khai quan hệ vào ngày 8/7/2021 khi cùng xuất hiện tại Tuần lễ Thời trang Paris và Liên hoan phim Cannes.